# Хора, Фредерик Бэйард
Фре́дерик Бэ́йард Хо́ра (англ. Frederick Bayard Hora, 1908—1984) — британский миколог.

## Биография
Родился 1 сентября 1908 года в Хове (Восточный Суссекс). Учился в Колледже Биркбека, в 1928 году получил степень бакалавра, после чего продолжил обучение в Оксфордском Нью-Колледже. В 1932 году окончил его с отличием, в 1933 году стал старшим учёным и демонстратором по ботанике. В 1935—1937 годах Хора работал ассистентом Уильяма Оуэна Джеймса. В 1936 году Бэйард Хора получил степень доктора философии.
С 1937 по 1940 год Хора работал ассистентом в гербарии отделения систематической ботаники Императорского лесоводческого института Оксфорда под руководством Дж. Бертта Дэйви.
В 1940-х годах Бэйард Хора начал интересоваться изучением микологии. С 1941 года он читал лекции в Редингском университете. В 1943 году Хора стал членом Британского микологического общества. В 1958 году Фредерик был избран его президентом.
Хора был автором целого ряда определителей грибов, в частности, в соавторстве с Деннисом и Ортоном, а также с Мортеном Ланге. Последней публикацией Хоры было описание нового вида Chroogomphus britannicus в соавторстве с Али Ханом в 1978 году.
В феврале 1984 года Хора пережил инсульт, однако вскоре после выписывания из больницы заболел воспалением лёгких. 10 апреля 1984 года Фредерик Бэйард Хора скончался.

## Некоторые научные работы
- Dennis R.W.G., Orton P.D., Hora F.B. New check list of British agarics and boleti. — 1960. — 225 p.
- Lange M., Hora F.B. A guide to mushrooms & toadstools. — 1963. — 257 p.
- Hora F.B. The Oxford encyclopedia of trees of the world. — 1981. — 288 p.